# Rosenlunds herrgård

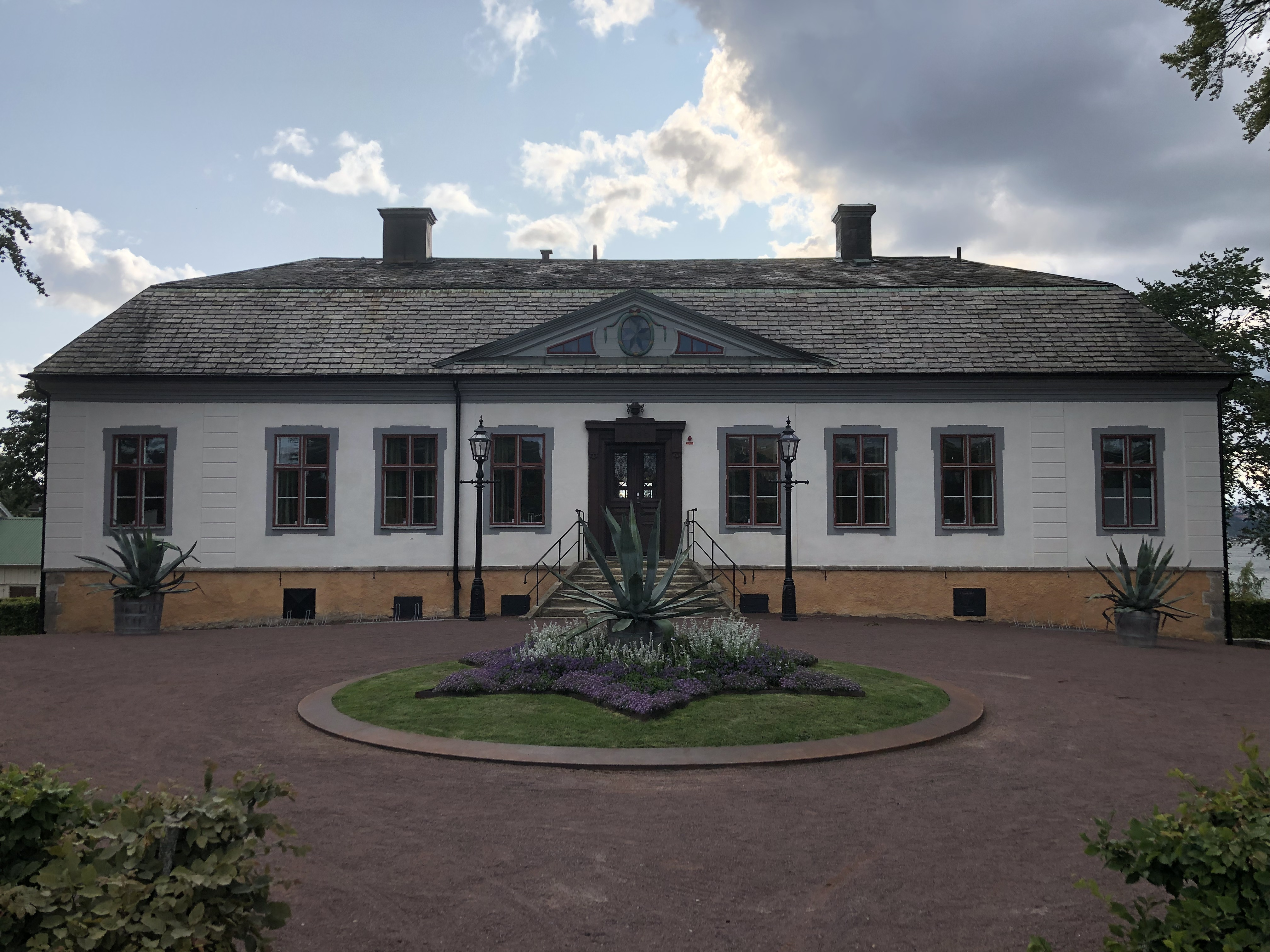
Rosenlunds herrgård huvudfasad mot öster.(2019)

Rosenlunds herrgård är en herrgård i Jönköping i gustaviansk stil uppförd 1788 av Gustaf Mauritz Posse. Den används idag som  kommunal konferensanläggning. Anläggningen ligger i stadsdelen Rosenlund i den östra delen av Jönköping med utsikt över Vättern.  

## Historik

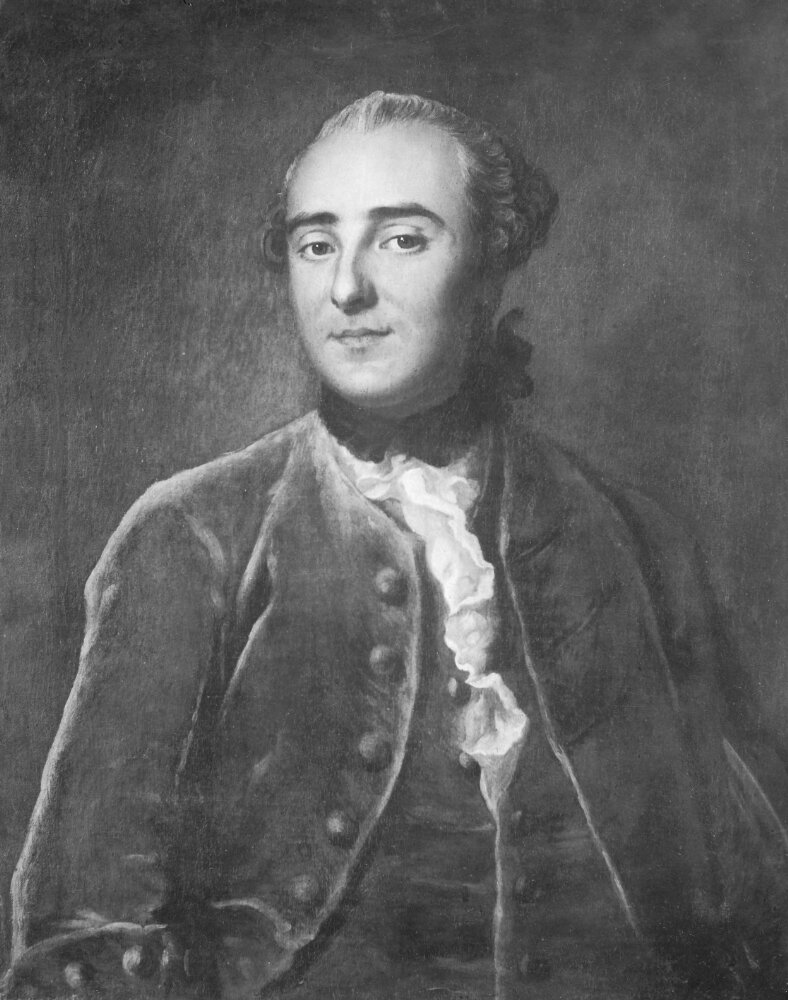
Porträtt av Posse från ca 1770 av Carl Fredrich Brander. (Nationalmuseum)

Innan Rosenlunds herrgård skapades kallades området Höga gärde. Fram till 1741 tillhörde detta Kronan och markens avkastning användes för försörjningen av Jönköpings slott. Därefter kom markerna att tas över av överdirektören för Jönköpings gevärsfaktori, dvs Huskvarna vapenfabrik. Överdirektören hette Fredrik Ehrenpreus.
På 1780-talet startade arbetet med att skapa herrgårdsanläggningen. Fredrik Ehrenpreus dotter Gertrud gifte sig med juristen vid Göta hovrätt, Gustaf Mauritz Posse. Huvudbyggnaden, som stod färdig 1788, var av timmer med fasader av puts. Yttertaket försågs med takskiffer. Denna exteriör är fortfarande bevarad i allt väsentligt. I närområdet uppfördes en lång rad ekonomibyggnader, som behövdes för driften av herrgårdens jordbruk. G. M. Posse intresserade sig mycket för herrgårdsjordbrukets drift, men också för hushållningsfrågor i allmänhet. Detta ledde till att han blev ledamot av både Kungl. Lantbruksakademien och Jönköpings läns hushållningssällskap. Efter hand utvecklades Rosenlund till ett mönsterjordbruk. 
När Gustaf Mauritz Posse och Gertrud Erhrenpreus avlidit ärvdes gården 1827 av deras son Mauritz Posse, som också var jurist vid hovrätten. När även Mauritz Posse i sin tur avlidit övertogs gården av hans syster Vendela och hennes make kapten Carl Johan Ridderstedt, som bott på gården under många år som ungkarl. Makarna Ridderstedt levde till 1870-talet och hade vid sina frånfällen inga arvingar. 
År 1878 bytte Rosenlund ägare. Det var avlägsna släktingar till familjen Posse/Ridderstedt som tillträdde: hovrättsrådet Arvid Ekermann vid Göta hovrätt och makan Hildur Ridderstedt. Under lång tid bodde familjen Ekermann kvar inne i Jönköping och de tycks närmast ha haft Rosenlund som lantställe. 
Den siste som drev jordbruk på Rosenlund var vice häradshövding Gustaf Lindman. Han köpte herrgården 1894, men bodde till en början kvar i centrala Jönköping. Under flera år drevs jordbruket med höproduktion för avsalu. År 1901 bosatte Lindman sig på Rosenlund och då tillsammans med sin moder Katarina och syster Elin. Här bodde han till sin död 1935. 
Jönköpings stad förvärvade herrgårdsbyggnaden 1936. Efter detta kom den att användas för olika ändamål – privatbostad, ungdomsgård och folkhögskola. Under åren kring 2010 fördes livliga diskussioner kring hur herrgårdsbyggnaden skulle få nya funktioner. Så småningom beslutade Jönköpings kommun att använda byggnaden för egen konferensverksamhet. Den gamla herrgårdsbyggnaden byggdes om och restaurerades mellan 2015 och 2017, och i februari 2017 återinvigdes Rosenlunds herrgård som kommunal konferensanläggning. Några rum återställdes i princip i originalskick och möblerades med inredning från byggnadstiden.

## Den dolda parken
När familjen Posse skapade Rosenlund på 1780-talet lät man även anlägga en fransk stilträdgård med symmetriska indelade kvarter och parterrer. Det finns inga bevarade bilder eller beskrivningar av denna, men i mitten av 2010-talet undersöktes herrgårdens närområde med så kallad markradar. Detta innebar att man skannade av de översta jordlagren med radar. Härigenom kunde man få en god bild av hur parken en gång varit gestaltad. Markradarundersökningen visade att Posses park varit försedd med raka grusgångar, stenlagda ytor, planteringar, drivbänkar, fiskdamm, terrassmurar och möjligen också ett orangeri, för övervintring av känsliga växter. Denna undersökning har senare följts upp av arkeologiska utgrävningar med syfte att rekonstruera 1700-talsparken.

## Ägarlängd
- 1786–1827 Gustaf Mauritz Posse (1737–1827), vice president Göta Hovrätt
- 1827–1842 sonen Mauritz Posse (1784–1842), vice president Göta hovrätt, senare dödsboet
- 1843–1873 svågern Carl Johan Ridderstedt (1801–1873), kapten
- 1873–1878 änkan Vendela Posse (1789–1878)
- 1878–1893 C. J. Ridderstedts brorsdotters make Arvid Fredrik Vilhelm Ekermann (1823–1893)
- 1893–1894 änkan Hildur Ridderstedt (1831-1903)
- 1894–1935 genom köp Gustaf Lindman (1866–1935), vice häradshövding, senare dödsboet
- 1906–     Jönköpings stad förvärvade större delen av jordbruksmarken, som Lindman i sin tur arrenderade
- 1936–      Jönköpings stad förvärvade herrgårdsbebyggelsen

## Rosariet
Öster om herrgårdsbyggnaden låg tidigare en nyttoträdgård med fruktträd och grönsaksodlingar. Här uppfördes ett stall för stadens polishästar. Det första rosariet skapades 1978 och har sedan dess omgestaltats och utökats. Idag rymmer planteringarna omkring 500 olika sorters rosor med fokus på äldre varianter. Anläggningen fungerar som regionalt klonarkiv för rosor inom Projekt odlad mångfald. Idag (2017) drivs ett sommarcafé i det forna stallet.

## Bilder

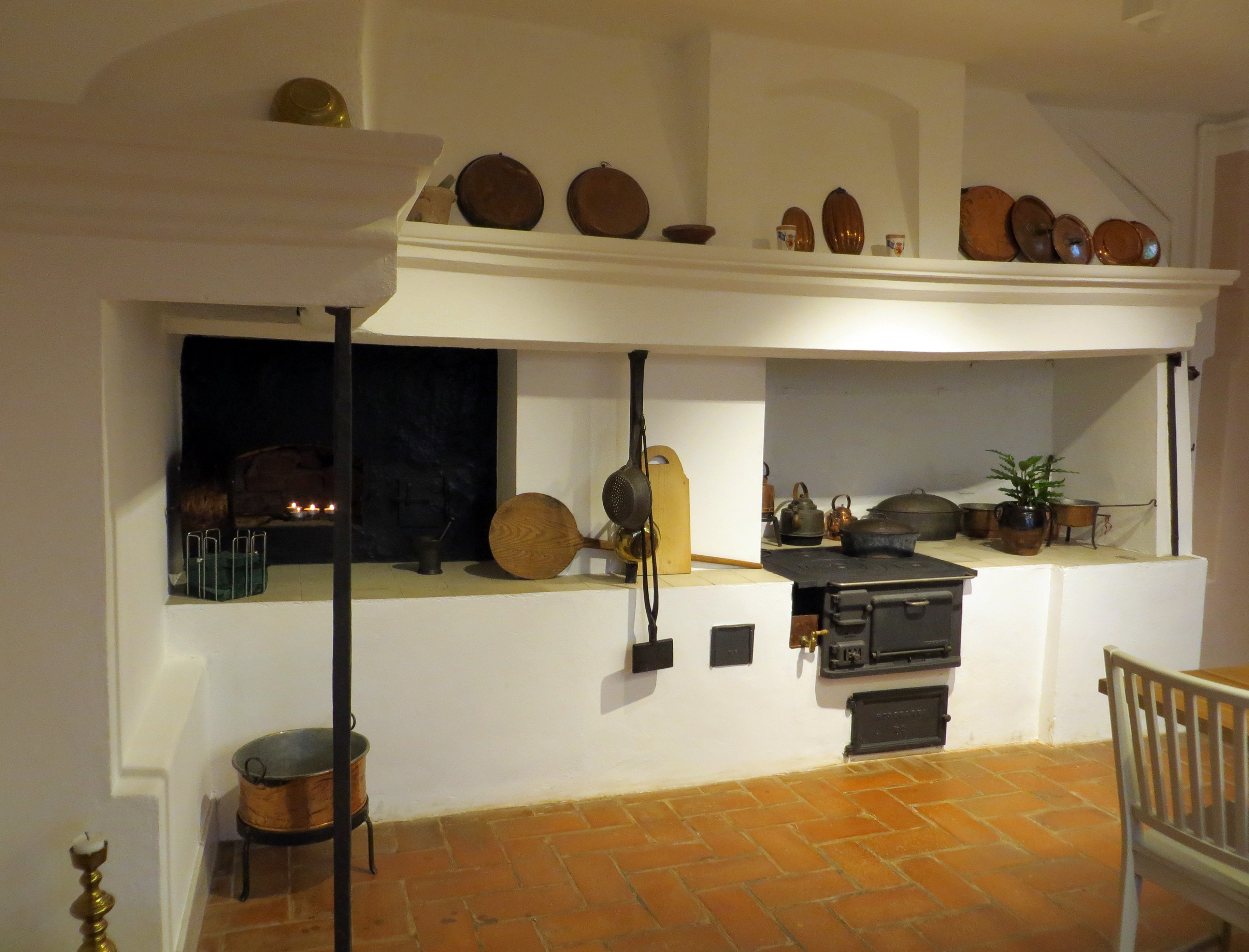
Herrgårdsköket i suterrängvåningen.
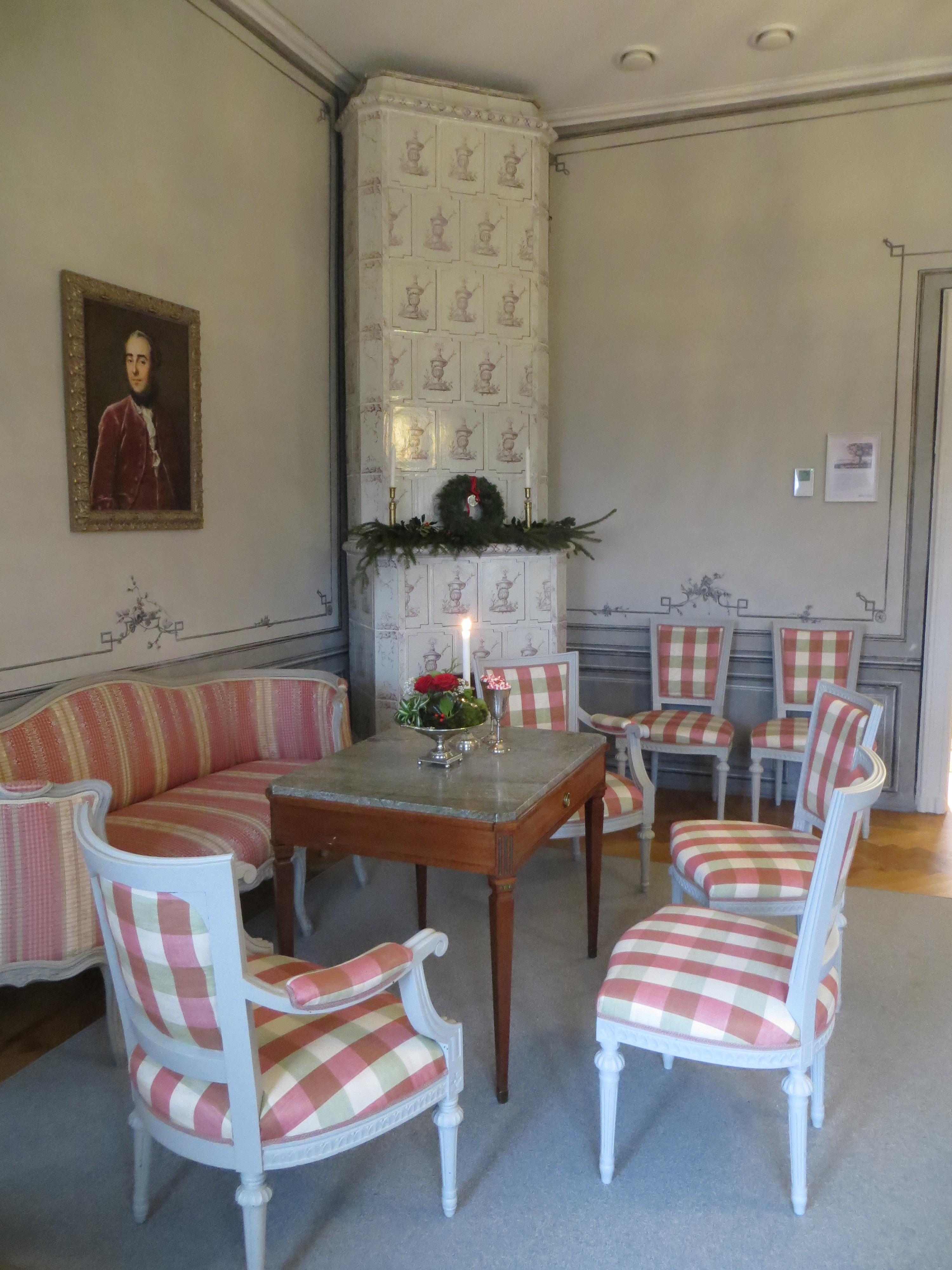
Gula förmaket i Rosenlunds herrgård. Ursprunglig kakelugn i hörnet.
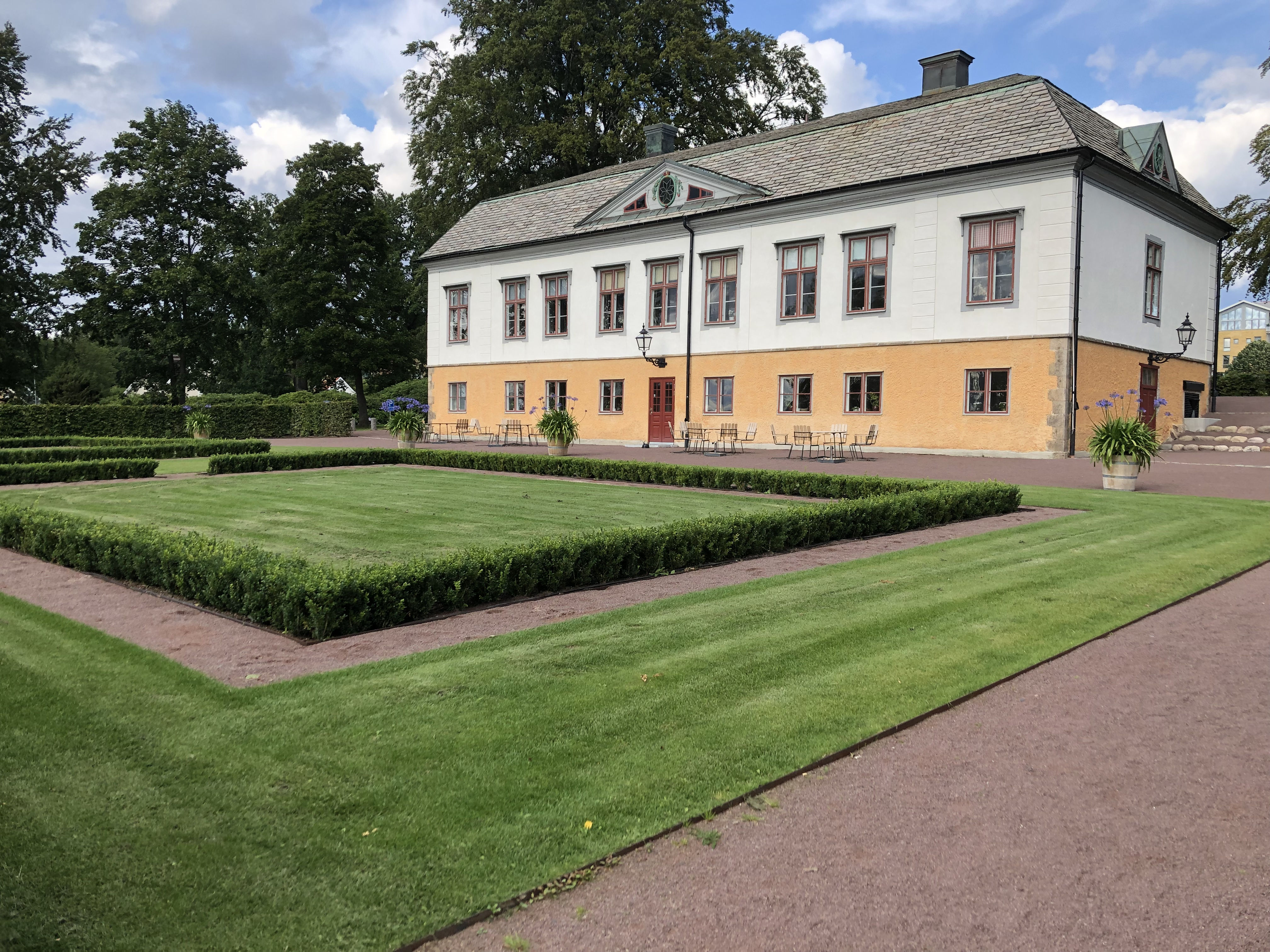
Västfasaden mot parken med sina parterrer.
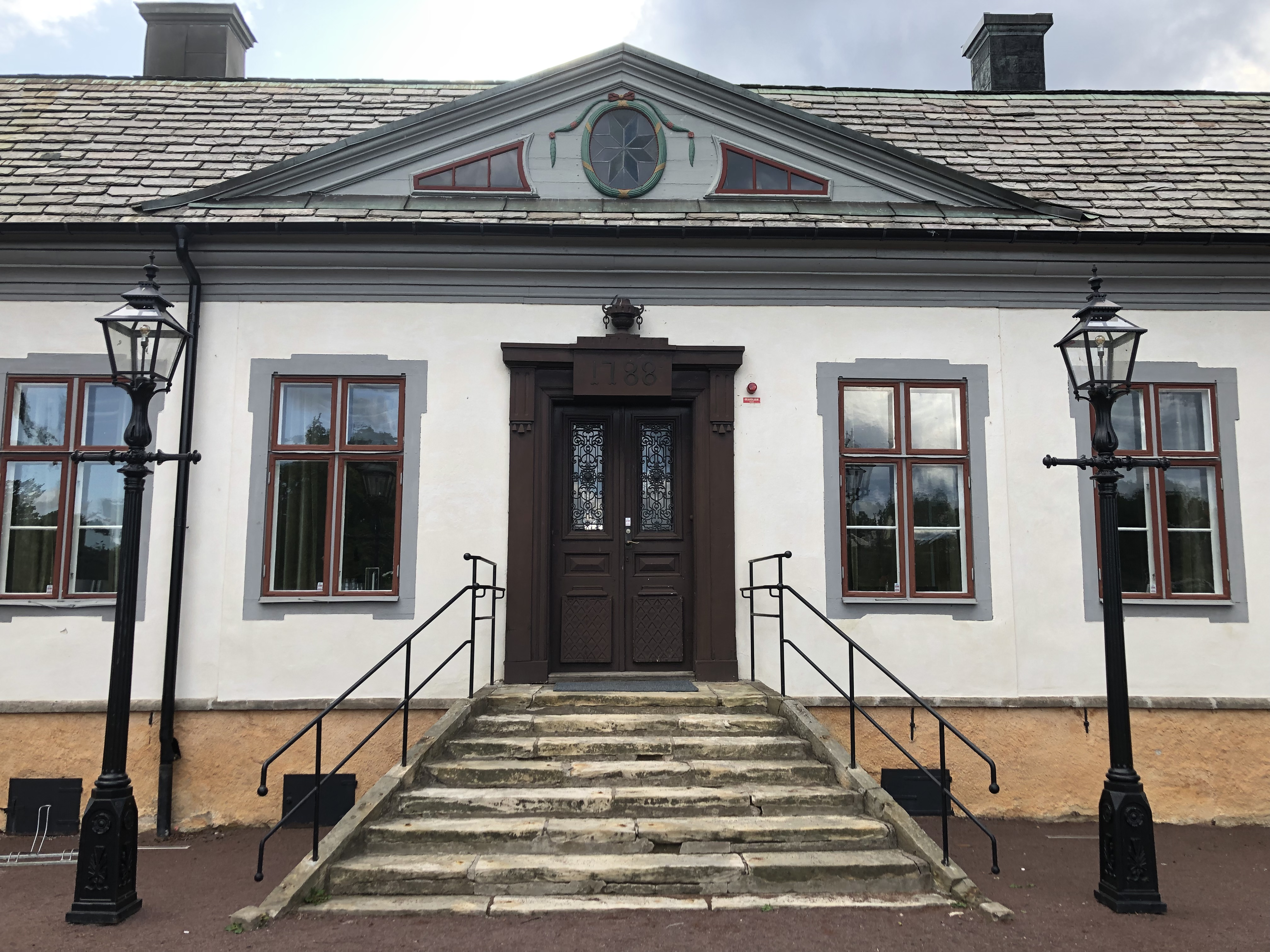
Huvudentrén med sin tympanon.